# Miss Repubblica Ceca

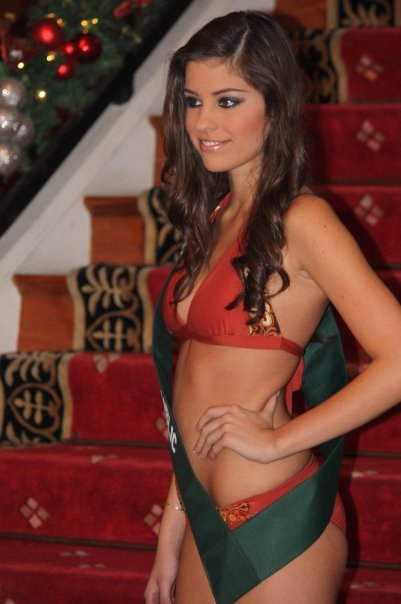
Tereza Budková, rappresentante della Repubblica ceca a Miss Terra 2009.

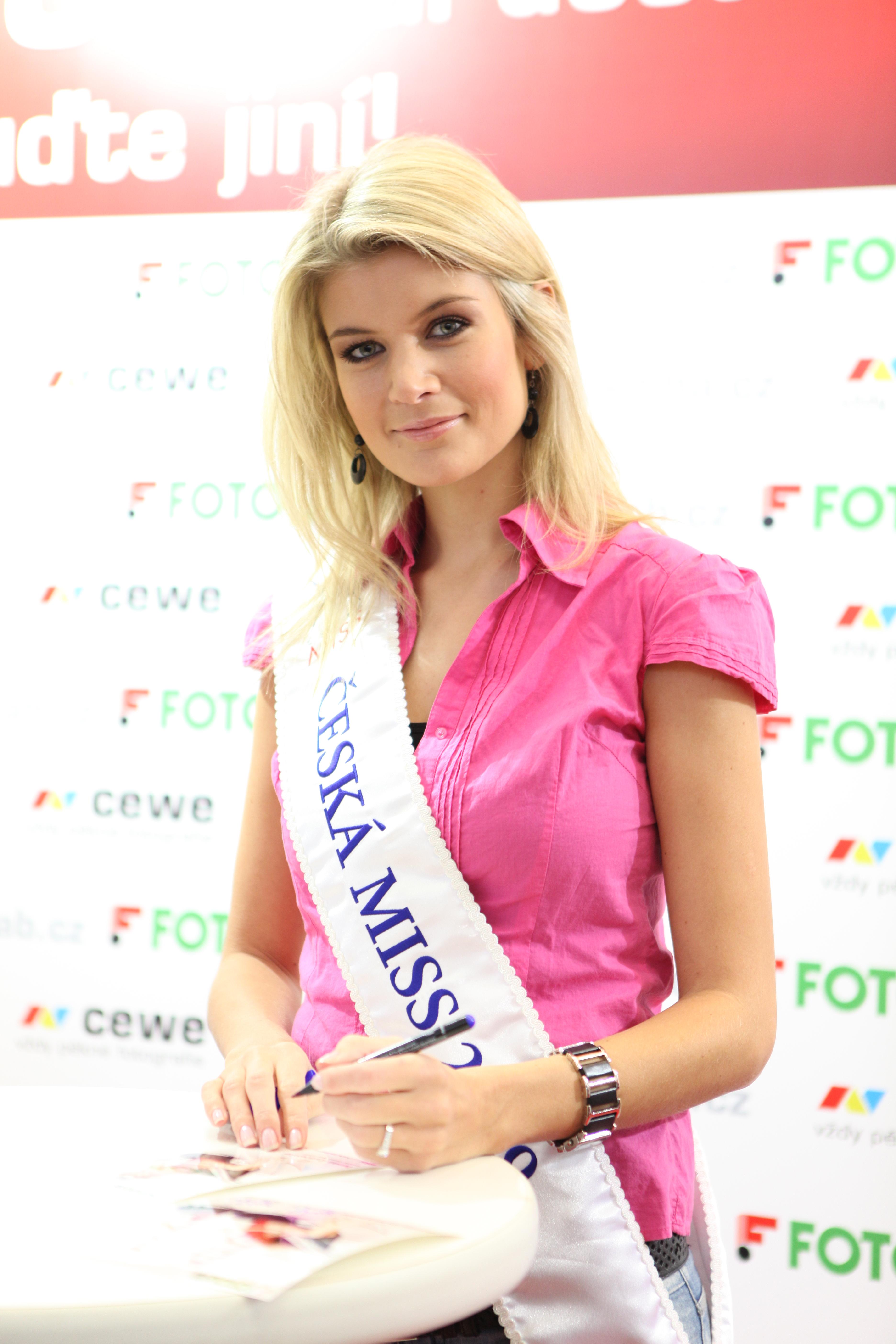
Iveta Lutovská, Miss Repubblica Ceca 2009.

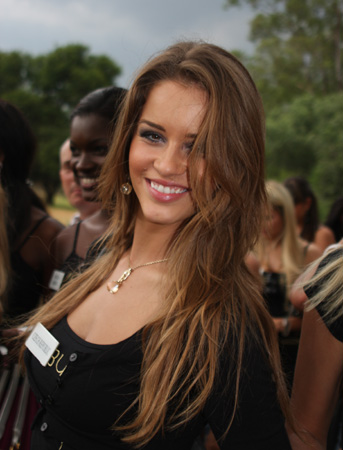
Zuzana Jandová, Miss Mondo Repubblica Ceca 2008.

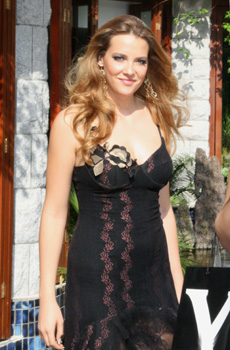
Kateřina Sokolová, Miss Repubblica Ceca 2007.

Miss Repubblica Ceca (Česká Miss) è un concorso di bellezza femminile che si tiene annualmente in Repubblica Ceca, e dal quale vengono selezionate le rappresentanti nazionali per i concorsi internazionali. Dal 2005, le vincitrici del concorso partecipano rispettivamente a Miss Universo, Miss Terra e Miss Intercontinental, a cui si è aggiunto dal 2010 anche Miss Mondo. Il concorso è organizzato e prodotto da Michaela Maláčová, Miss Cecoslovacchia 1991 e direttrice di Miss Marketing s.r.o.
Miss Mondo Repubblica Ceca (Miss České republiky) era un concorso parallelo a Miss Repubblica Ceca dal quale veniva selezionata la rappresentante ceca per Miss Mondo. Il concorso si è tenuto annualmente dal 1989 al 2009.

## Albo d'oro

### Miss Repubblica Ceca
| Anno | Detentrice del titolo | Piazzamento a Miss Universo |
| ---- | --------------------- | --------------------------- |
| 2005 | Kateřina Smejkalová   |                             |
| 2006 | Renata Langmannová    |                             |
| 2007 | Lucie Hadašová        | Semifinalista (Top 15)      |
| 2008 | Eliška Bučková        | Semifinalista (Top 15)      |
| 2009 | Iveta Lutovská        | Finalista (Top 10)          |
| 2010 | Jitka Válková         |                             |
| 2011 | Jitka Nováčková       |                             |
| 2012 | Tereza Chlebovská     |                             |

#### Rappresentanti per Miss Mondo
| Anno | Vincitrice       | Piazzamento |
| ---- | ---------------- | ----------- |
| 2009 | Aneta Vignerova  |             |
| 2010 | Veronika Machová |             |
| 2011 | Denisa Domanská  |             |
| 2012 | Linda Bartošová  |             |

#### Rappresentanti per Miss Terra
| Anno | Detentrice del titolo | Piazzamento            |
| ---- | --------------------- | ---------------------- |
| 2005 | Zuzana Stepanovska    | Semifinalista (Top 16) |
| 2006 | Petra Soukupova       | Finalista (Top 8)      |
| 2007 | Eva Čerešňáková       | Semifinalista (Top 16) |
| 2008 | Hana Svobodová        | Semifinalista (Top 16) |
| 2009 | Tereza Budková        |                        |
| 2010 | Carmen Justova        |                        |
| 2011 | Šárka Cojocarová      |                        |
| 2012 | Tereza Fajksová       |                        |

#### Rappresentanti per Miss Intercontinental
| Anno | Detentrice del titolo   | Piazzamento            |
| ---- | ----------------------- | ---------------------- |
| 2007 | Lilian Sarah Fischerová | Semifinalista (Top 16) |
| 2008 | Aneta Sychrová          | 5ª classificata        |
| 2009 | Zina Šťovíčková         |                        |
| 2010 | Lucie Smatanová         |                        |

### Miss Mondo Repubblica Ceca
| Anno | Vincitrice         | Piazzamento                  |
| ---- | ------------------ | ---------------------------- |
| 1989 | Ivana Christová    | Miss Maja International 1989 |
| 1990 | Renata Gorecká     |                              |
| 1991 | Michaela Maláčová  |                              |
| 1992 | Pavlína Baburková  |                              |
| 1993 | Silvia Lakatošová  |                              |
| 1994 | Eva Kotulánová     |                              |
| 1995 | Monika Žídková     | Miss Europa 1995             |
| 1996 | Petra Minářová     | Miss Model of the year 1996  |
| 1997 | Terezie Dobrovolná |                              |
| 1998 | Kateřina Stočesová |                              |
| 1999 | Helena Houdová     |                              |
| 2000 | Michaela Salačová  | Miss World Photogenic 2000   |
| 2001 | Diana Kobzanová    |                              |
| 2002 | Kateřina Průšová   |                              |
| 2003 | Lucie Váchová      | Miss World Sport 2003        |
| 2004 | Jana Doleželová    |                              |
| 2005 | Lucie Králová      |                              |
| 2006 | Taťána Kuchařová   | Vincitrice                   |
| 2007 | Kateřina Sokolová  |                              |
| 2008 | Zuzana Jandová     |                              |
| 2009 | Aneta Vignerová    |                              |